# Vite-vite-de-olho-cinza
Vite-vite-d'olho-cinzento ou vite-vite-de-olho-cinza (Hylophilus amaurocephalus) é uma espécie de ave da família Vireonidae.
Pode ser encontrada nos seguintes países: Bolívia e Brasil.
Os seus habitats naturais são: florestas secas tropicais ou subtropicais, florestas subtropicais ou tropicais húmidas de baixa altitude, matagal árido tropical ou subtropical e florestas secundárias altamente degradadas.